# Стражбенице
Стражбенице (серб. Стражбенице / Stražbenice) — село в общине Вишеград Республики Сербской Боснии и Герцеговины. В настоящее время село необитаемо.